# Zira FK
Zira FK (Aserbadjansk: Zirə Futbol Klubu) er en aserbajdsjansk fodboldklub fra Baku. Klubben blev stiftet i 2014 og spiller i den bedste aserbajdsjanske liga.

## Historiske slutplaceringer
| Sæson   | Niveau | Liga           | Placering | Kilde  | Notering               |
| ------- | ------ | -------------- | --------- | ------ | ---------------------- |
| 2014-15 | 2.     | 1. Liqasi      | 5.        | [ 1 ]  | Upp til Premyer Liqasi |
| 2015-16 | 1.     | Premyer Liqasi | 2.        | [ 2 ]  |                        |
| 2016-17 | 1.     | Premyer Liqasi | 4.        | [ 3 ]  |                        |
| 2017-18 | 1.     | Premyer Liqasi | 4.        | [ 4 ]  |                        |
| 2018-19 | 1.     | Premyer Liqasi | 5.        | [ 5 ]  |                        |
| 2019-20 | 1.     | Premyer Liqasi | 5.        | [ 6 ]  |                        |
| 2020-21 | 1.     | Premyer Liqası | 4.        | [ 7 ]  |                        |
| 2021-22 | 1.     | Premyer Liqası | 3.        | [ 8 ]  |                        |
| 2022-23 | 1.     | Premyer Liqasi | 5.        | [ 9 ]  |                        |
| 2023-24 | 1.     | Premyer Liqasi | 2.        | [ 10 ] |                        |
| 2024-25 | 1.     | Premyer Liqasi | 2.        | [ 11 ] |                        |

## Nuværende trup
Pr. 8. april 2025.
| Nr. | Land            | Position | Spiller             |
| --- | --------------- | -------- | ------------------- |
| 3   | Rwanda          | FO       | Ange Mutsinzi       |
| 4   | Brasilien       | FO       | Ruan Renato         |
| 5   | Elfenbenskysten | FO       | Stephane Acka       |
| 6   | Ukraine         | MI       | Eldar Kuliyev       |
| 7   | Aserbajdsjan    | FO       | Maqsad Isayev       |
| 8   | Aserbajdsjan    | MI       | Ismayil Ibrahimli   |
| 10  | Georgien        | MI       | Giorgi Papunashvili |
| 11  | Aserbajdsjan    | AN       | Rüstam Ahmadzada    |
| 13  | Aserbajdsjan    | MM       | Aydyn Bayramov      |
| 14  | Aserbajdsjan    | FO       | Elchin Alicanov     |
| 15  | Elfenbenskysten | MI       | Pierre Zebli        |
| 16  | Aserbajdsjan    | FO       | Fuad Bayramov       |
| 17  | Frankrig        | MI       | Iron Gomis          |

| Nr. | Land          | Position | Spiller                 |
| --- | ------------- | -------- | ----------------------- |
| 18  | Brasilien     | AN       | Martins Júnior          |
| 19  | Guinea-Bissau | AN       | Salifou Soumah          |
| 21  | Aserbajdsjan  | MI       | Hacyaga Hacyly          |
| 23  | Brasilien     | AN       | Raphael Utzig           |
| 24  | Nigeria       | AN       | Yusuf Lawal             |
| 29  | Aserbajdsjan  | MI       | Ceyhun Nuriyev          |
| 32  | Aserbajdsjan  | FO       | Qismat Aliyev (Anfører) |
| 41  | Aserbajdsjan  | MM       | Anar Nazirov            |
| 70  | Niger         | AN       | Issa Djibrilla          |
| 90  | Georgien      | AN       | Davit Volkovi           |
| 97  | Portugal      | MM       | Tiago Silva             |
| 99  | Aserbajdsjan  | MI       | Salim Hashimov          |

## Eksterne links
- Zira FK hjemmeside Arkiveret 19. januar 2020 hos  Wayback Machine
- Zira FK på Soccerway